# 1934 en Alberta
Chronologie de l'Alberta
- 1930
- 1931
- 1932
- 1933
- 1934
- 1935
- 1936
- 1937
- 1938

Cette page concerne des événements qui se sont produits durant l'année 1934 dans la province canadienne de l'Alberta.

## Politique

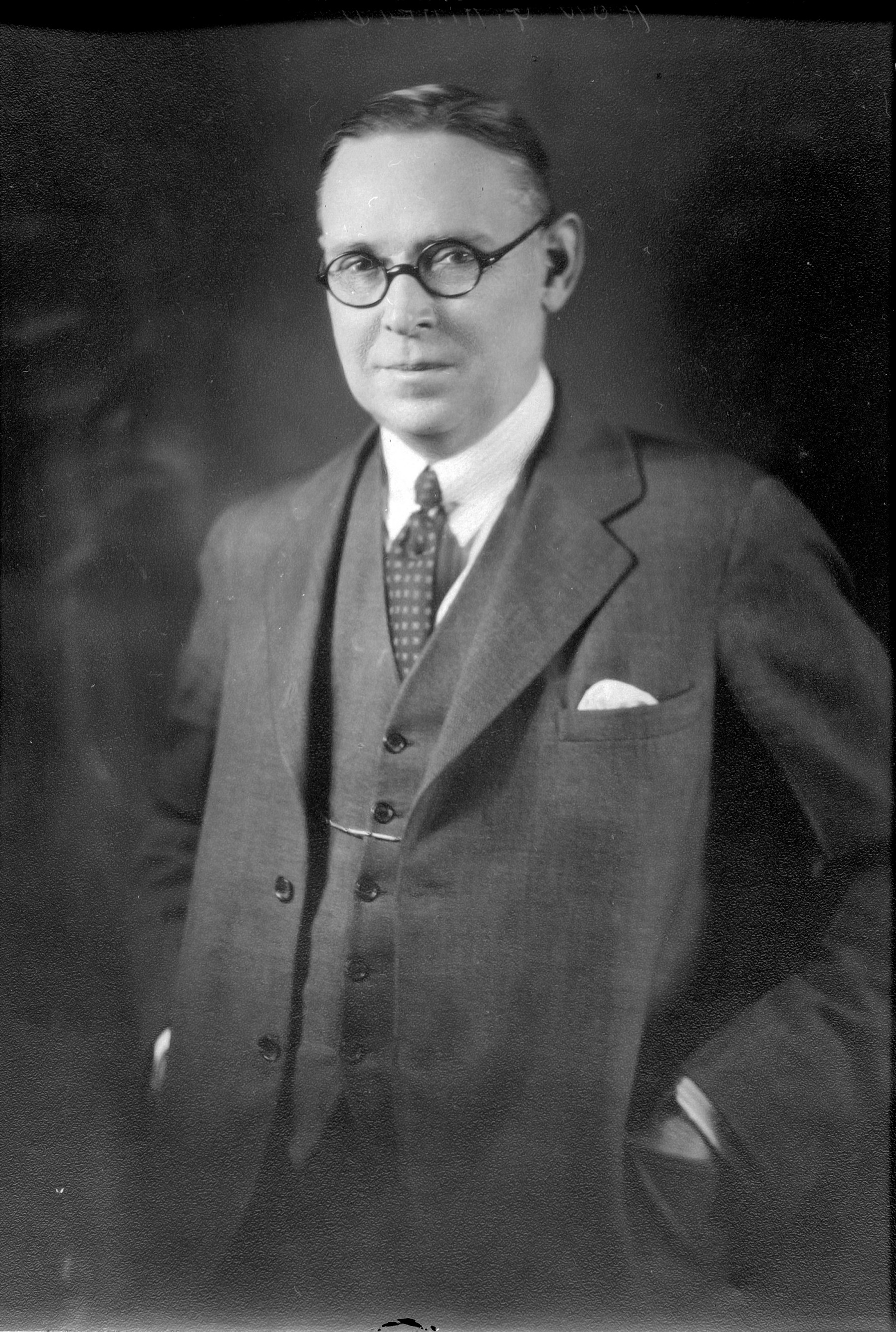
Richard Gavin Reid.

- Premier ministre : John Edward Brownlee, puis Richard Gavin Reid (tous deux des United Farmers).
- Chef de l'Opposition : ?
- Lieutenant-gouverneur : William Legh Walsh (en)
- Législature : ?

## Naissances
- Robert Hare, né en 1934 à Calgary, psychologue canadien. Professeur émérite de l’Université de la Colombie-Britannique, il a consacré l'ensemble de sa carrière à l'étude de la psychopathie.

- 21 juin : Frederick James Hawkes, dit Jim Hawkes, homme politique canadien né à Calgary et mort le 9 mai 2019[1].
- 25 octobre : Earl Ingarfield (né à Lethbridge), centre professionnel de hockey sur glace qui évolue Amérique du Nord entre 1951 et 1971. Il est le père du joueur de hockey professionnel Earl Ingarfield junior ayant évolué entre 1979 et 1987.